# Вага (герб)
Поцей, Вага (пол. Pociey, Waga) — полугласный литвинский дворянский герб.

## Описание
Герба Вага, пишутся также Можейко-Корженевские. Род происходит от жившего в XIV веке Ходки Корженевского, из внуков которого Патей (Ипатий) был родоначальником знаменитого литовского рода Поцеев, а Можейко — рода Можейко-Корженевских.

## Герб Вага (Можейко)
В  голубом поле обращённый рогами вниз полумесяц, в него утвержден крест, которого продолжение, расходясь книзу, в концах загнуто кверху под углом. Концы этих линий соединены между собой пересекающей их поперечной чертой. Внизу же, в пространстве, остающемся между означенными линиями, помещается Корчак.

## Герб используют
[www.lyczkowski.net/ru/gerbovnik/belorusskoj-shljahty/tom-1.html Abramowicz], Abramowski, Adamowicz, Gierdziewicz, Godelewski, Hryniewiecki, Kalinowski, Kołupajło, Korzeniewski, Korzeniowski, Lendziewicz, Lewonowicz, Łabuna, Micewicz, Miecewicz, Niepokojczycki, Ochocimski, Ochociński, Patej, Patejewicz, Podolecki, Rakowicz, Ryś, Stasiulewicz, Szczepowicz, Szulc, Waga, Wertel, Wojewódzki, Woroniewski, Żmitrowski, Żukowski
Поцей (4 рода)Korzeniowski, Niepokojczycki, Pociej, Potej
Можейко-Корженевские